# Natixis
Natixis és un banc corporatiu i d'inversió creat al novembre de 2006 de la fusió de les operacions de gestió d'actius i inversió de Natexis Banque Populaire (grup Banque Populaire) i IXIS (Groupe Caisse d'Epargne). El seu volum d'operacions era el 2010 de 1.521 milions d'euros.
Els dos principals accionistes, Groupe Caisse d'Epargne i Banque Populaire, conjuntament posseeixen més del 70% de Natixis mentre el restant cotitza lliurement en la borsa de París.
Natixis proporciona dades financeres a la secció de «Mercats» del canal de notícies, Euronews. El 26 d'octubre de 2010, Natixis Global Asset Management (NGAM) ha adquirit una participació majoritària en l'empresa emergent Ossiam de gestió d'actius.

## Operacions
- Banca Corporativa & Inversió Inclou banca de mercats de cabdals & deute i banca corporativa i institucional.
- Gestió d'Actius Natixis Global Asset Management és el 14a signatura en volum de gestió d'actius amb $630.000 milions sota la seva gestió. Inclou entre les seves subsidiàries Harris Associates.
- Banca Privada La unitat de banca privada inclou Banque Privée 1818.
- Serveis Les línies de negocis inclouen segurs, valors, garanties financeres, i finances de consum.
- Gestió de morositat (ofert a través de les seves subsidiària Coface). Cofase tracta anàlisi de risc, donant suport a les corporacions en comptes pendents de cobrar.